# بشوه
بشوه (به لهستانی:  Byszewy) یک روستا در لهستان است که در گمینا نوووسولنا واقع شده‌است. بشوه ۲۵۰ نفر جمعیت دارد.